# قطعنامه ۱۲۸۱ شورای امنیت
قطعنامه  ۱۲۸۱ شورای امنیت سازمان ملل متحد که در تاریخ ۱۰ دسامبر ۱۹۹۹ تصویب شد، سندی بین‌المللی دربارهٔ بررسی وضعیت میان عراق و کویت است. این قطعنامه طی نشست ۴۰۷۹ام با ۱۵ رای موافق، ۰ مخالف و ۰ ممتنع تصویب شد.